# 瓊斯維爾 (加利福尼亞州)
瓊斯維爾（英語：Jonesville）是位於美國加利福尼亞州比尤特縣的一個非建制地區。該地的面積和人口皆未知。

## 地理
瓊斯維爾的座標為40°06′45″N 121°28′02″W / 40.11250°N 121.46722°W，而該地的平均海拔高度為1539米（即5049英尺）。